# Adolfo Pedernera
Adolfo Alfredo Pedernera (Avellaneda, 15 de novembro de 1918 — 12 de maio de 1995) foi um célebre futebolista argentino. Foi eleito o décimo segundo maior jogador sul-americano do século XX pela Federação Internacional de História e Estatísticas do Futebol.

## Carreira em clubes

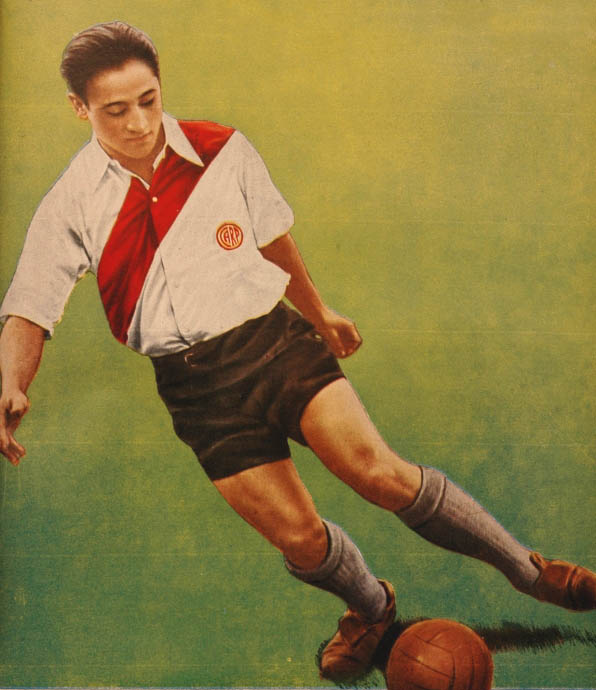
Pedernera in 1937.

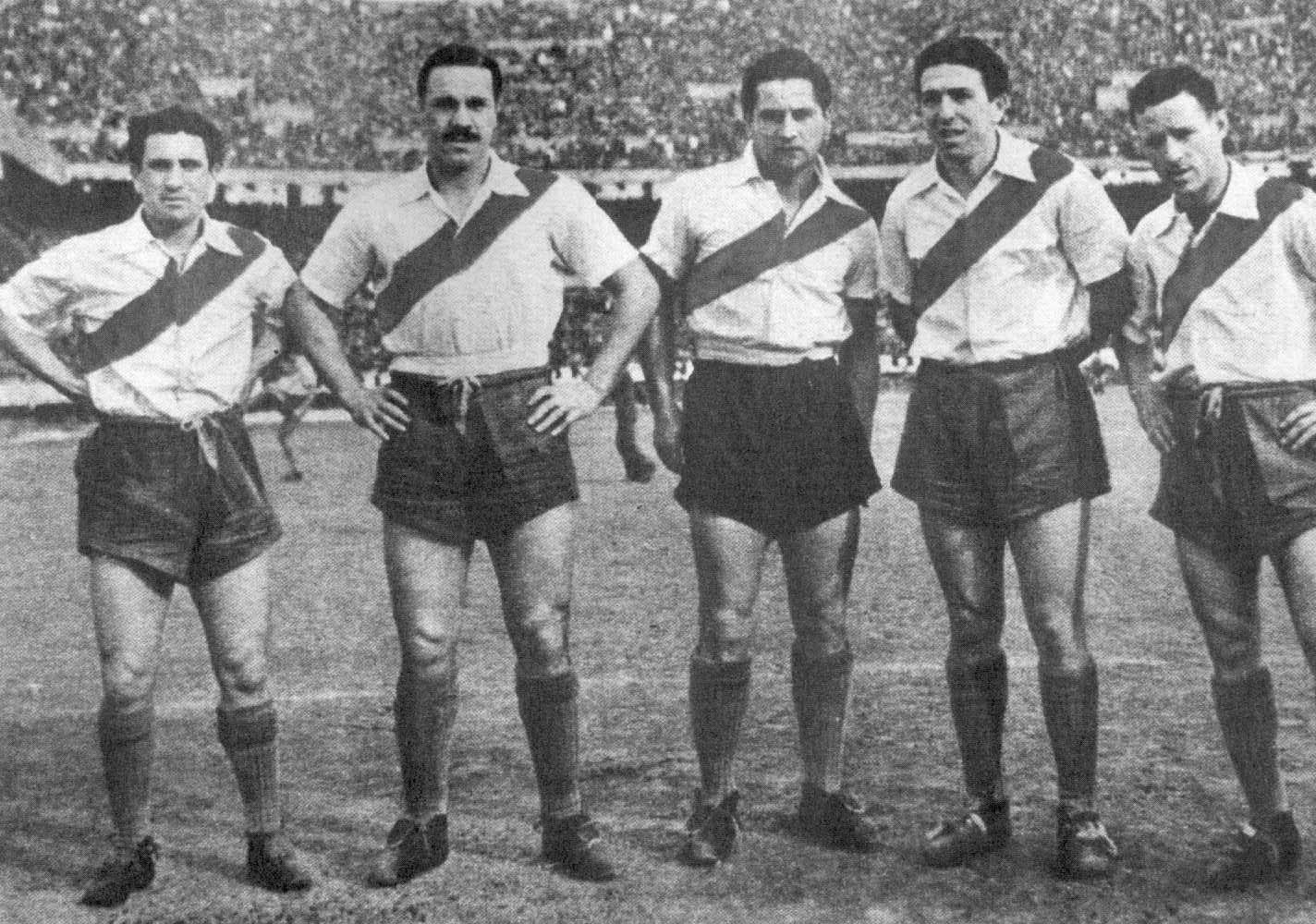
A mais famosa delantera do River Plate de La Máquina: Muñoz, Moreno, Pedernera, Labruna e Loustau.

Era tão apaixonado pela bola que a tratava na infância como objeto de estimação e, na adolescência, foi gandula do Racing, onde seu irmão Raúl jogava. Tentou começar a carreira ali, mas não foi aprovado. Chamou a atenção do Huracán, mas, antes de firmar contrato com o time de Parque Patricios, um amigo lhe fez um convite para tentar a sorte no River Plate. Acabaria por profissionalizar-se ali, debutando em 1935, ainda com 16 anos. A estreia foi contra o Ferro Carril Oeste, onde humilhou José Della Torre, jogador da Seleção Argentina.
Consagrou-se como maestro da mítica equipe riverplatense da conhecida como La Máquina, ganhando cinco títulos no campeonato argentino nos onze anos em que passou no clube. Canhoto, mas com habilidade também na perna direita, era considerado o cérebro do esquadrão, tendo jogado com sucesso nas cinco posições ofensivas das diferentes formações que aquele elenco possuiu - Pedernera jogara com ídolos da década de 1930, como Bernabé Ferreyra, Carlos Peucelle e Renato Cesarini, e da década seguinte, onde compôs o ataque mais lembrado, juntamente de Juan Carlos Muñoz, José Manuel Moreno, Ángel Labruna e Félix Loustau. Ele, por sua vez, sempre enalteceu que boa parte do sucesso da Máquina devia-se também aos jogadores das demais posições, os quais forneciam boas jogadas àqueles atacantes.
Em 1947, ele e o goleiro José Soriano deixaram o River, contratados pelo pequeno Atlanta, que ambicionova formar um grande elenco para conquistar títulos. Porém, a equipe de Villa Crespo fracassou nos seus intentos, terminando inclusive na última posição, rebaixada.[carece de fontes?] Sua saída, por sinal, abriu vaga para que Alfredo Di Stéfano pudesse brilhar naquele ano; até então, este não conseguira espaço no River. Di Stéfano, inclusive, o considerou o melhor que viu jogar.
Após o fracasso no Atlanta, Pedernera foi jogar na equipe onde poderia ter começado a carreira, o Huracán. Acabaria não ficando tanto tempo no Globo; uma greve estourou entre os jogadores argentinos em 1949. Eles reivindicavam assistência médica para os familiares, um salário mínimo para a categoria e a extinção do passe, para serem livres para escolher onde gostariam de jogar, mas não foram atendidos. Pedernera era justamente um dos líderes do sindicato dos jogadores, e foi um dos muitos sul-americanos atraídos pela tentadora oferta do Eldorado em que havia se tornado o futebol colombiano, cujos clubes rebelaram-se contra a federação local e a própria FIFA para organizar um campeonato cosmopolita e altamente lucrativo. Pedernera foi contratado pelo Millonarios, que chamou vários outros argentinos, dentre eles o próprio Di Stéfano.
Integrando o chamado Ballet Azul, arrebatou quatro campeonatos colombianos nos seis anos em que passou na equipe de Bogotá. Em 1955, regressou ao Huracán - era parte de um acordo imposto pelas demais federações sul-americanas, irritadas com as saídas de seus principais jogadores sem poder exigir dinheiro algum por eles (uma vez que a liga colombiana ficara de fora da jurisdição da FIFA), que estabeleceu um prazo em que permitira que tal situação poderia perdurar, devendo todos os jogadores serem então devolvidos aos clubes de origem. Pedernera já estava com 37 anos àquela altura e logo aposentou-se. Voltaria posteriormente ao River Plate, trabalhando nas categorias de base millonarias.

## Seleção
Pedernera fez parte da talentosa geração argentina que acabou privada de disputar uma Copa do Mundo por, dentre outros fatores, a ocorrência da Segunda Guerra Mundial, que não deixou condições para que o torneio pudesse ser realizado na década de 1940. Fez sua estreia pela Seleção Argentina em 1940, marcando um dos gols da vitória por 3 x 1 sobre o arquirrival Uruguai. No ano seguinte, integraria o elenco da Albiceleste que sagrou-se campeão sul-americano, o que ele voltaria a ser nas outras duas edições que disputou, em 1942 e 1946.
Obdulio Varela, que se celebrizou como o líder do título uruguaio na Copa do Mundo de 1950, declarou, ao ser indagado se temia os atacantes do Brasil, o anfitrião que os celestes bateriam neste torneio: "Vocês esquecem que enfrentei Pedernera... e como ele, não há ninguém".

## Técnico
Além de seu trabalho nas categorias de base do River Plate, Pedernera treinou as equipes principais do arquirrival Boca Juniors, do San Lorenzo e até da Seleção Argentina. Foi o técnico da Colômbia - onde seu prestígio chega a ser inclusive maior do que na própria terra natal - na Copa do Mundo de 1962, a primeira para a qual os colombianos se classificaram.

## Títulos
River Plate
- Campeonato Argentino: 1936 (Copa Campeonato e Copa de Oro), 1937, 1941, 1942, 1945

- Copa Escobar: 1941

- Copa Ibarguren: 1937, 1941, 1942

- Copa Aldao: 1936, 1937, 1941, 1942

Millonarios
- Campeonato Colombiano: 1949, 1951, 1952, 1953

- Copa Colômbia: 1953

- Pequena Taça do Mundo: 1953

## distinções
- Melhor jogador do Campeonato Sul-Americano: 1946

- 12° melhor jogador sul-americano do Seculo XX pela IFFHS: 1999

- Prêmio Konex de honra: 2000

Argentina
- Campeonato Sul-Americano: 1941, 1942, 1946